# San Andrés Teotilálpam
San Andrés Teotilálpam är en kommun i Mexiko.   Den ligger i delstaten Oaxaca, i den sydöstra delen av landet, 300 km sydost om huvudstaden Mexico City.
Följande samhällen finns i San Andrés Teotilálpam:
- Colonia Constitución
- Linda Vista
- Lucrecia de Matamoros
- Río Hondo